# Karangtalun Lor
Karangtalun Lor is een bestuurslaag in het regentschap Banyumas van de provincie Midden-Java, Indonesië. Karangtalun Lor telt 1928 inwoners (volkstelling 2010).